# 藤井志帆
藤井 志帆（ふじい しほ、1984年（40 - 41歳） - ）は、主にゲームミュージックを手掛ける日本の作曲家。洗足学園音楽大学音楽・音響デザインコース卒。2007年に任天堂へ入社し当時の情報開発本部に所属。2023年現在は企画制作部に所属している。女性。

## 作曲作品
太字表記の作品は、メインで担当したタイトル。
| 年   | タイトル                          | 担当 | その他                                                          |
| ---- | --------------------------------- | ---- | --------------------------------------------------------------- |
| 2007 | Wii Fit                           | 作曲 | 峰岸透・富永真央と共同                                          |
| 2008 | 街へいこうよ どうぶつの森         | 作曲 | 戸高一生・富永真央と共同                                        |
| 2009 | New スーパーマリオブラザーズ Wii  | 作曲 | 永松亮・永田権太と共同                                          |
| 2011 | ゼルダの伝説 スカイウォードソード | 作曲 | 若井淑・横田真人・はまたけし・近藤浩治と共同                    |
| 2012 | New スーパーマリオブラザーズ U    | 作曲 | 横田真人と共同                                                  |
| 2013 | New スーパールイージ U            | 作曲 | 横田真人と共同                                                  |
| 2014 | マリオカート8                     | 作曲 | 朝日温子・永松亮・岩田恭明・永田権太と共同                      |
| 2015 | スプラトゥーン                    | 作曲 | 峰岸透と共同 「シオカラーズ」関連の楽曲、一部のステージ曲を担当 |
| 2017 | スプラトゥーン2                   | 作曲 | 峰岸透・永松亮と共同                                            |
| 2017 | スーパーマリオ オデッセイ         | 作曲 | 久保直人・近藤浩治と共同                                        |
| 2019 | リングフィット アドベンチャー     | 作曲 | 後田信二・三好真亜沙・早崎あすかと共同                          |
| 2022 | スプラトゥーン3                   | 作曲 | 須戸敏之・峰岸透・永松亮・高橋優海・土肥紗也子と共同            |
| 2023 | スーパーマリオブラザーズ ワンダー | 作曲 | 近藤浩治・嶋津千沙輝・土肥紗也子と共同                          |